# Шателро
Шателро̀ (на френски: Châtellerault) е град в Централна Западна Франция. Разположен е на река Виен в едноименния департамент Виен на регион Поату-Шарант. Първите сведения за града датират от 952 г. Градът е транспортен шосеен възел, има жп гара. На 34 км южно от Шателро е департаментния център град Поатие, до който се пътува по магистрален път и жп линия. Населението му е 33 993 жители от преброяването през 2007 г.

## Личности, родени в Шателро
- Беноа Кое (р.1969), френски футболист

## Личности, свързани с Шателро
- Рене Декарт (1596-1650), френски математик

## Побратимени градове
- Хамилтън, Шотландия